# Tom Cairns
Tom Cairns (* 1. November 1952 in Dromara, Nordirland) ist ein irischer Regisseur, Szenenbildner und Drehbuchautor.

## Leben
Er wurde als Sohn von Thomas James und Nora Lillian Cairns geboren und nahm den Namen seiner Mutter an. Nach seiner Schulzeit lernte er bei Margaret Frances Harris (1904–2000) als Bühnenbildner und Kostümdesigner. Anschließend machte er Karriere unter anderem an der English National Opera in London und der Opera North in Leeds. Als Opernregisseur machte er sich einen Namen bei den Bregenzer Festspielen, an De Nederlandse Opera in Amsterdam und der Vlaamse Opera in Antwerpen.
Im Juli 2016 debütierte er als Uraufführungsregisseur von The Exterminating Angel, einer Oper von Thomas Adès, bei den Salzburger Festspielen.

## Arbeiten
als Szenenbildner (Auswahl)
- Die Frau vom Meer, Citizens Theatre Glasgow, 1988
- Samson et Dalila, Bregenzer Festspiele, 1988
- Fräulein Julie, Greenwich Theatre London, 1990
- La Bohème, Opernhaus des Staatstheater Stuttgart, 1991
- Don Giovanni, Scottish Opera, 1992

als Regisseur
- Amongst Women (TV-Mini-Serie), 1998 (Siehe auch: Verfilmungen)
- Big Day, 1999
- Trouble in Tahiti (TV-Produktion), 2001
- Marie and Bruce, 2004

als Drehbuchautor
- Marie and Bruce, 2004